# Лейб-медик
Лейб-медик — придворное звание и должность медицинского толка, различают:
- лейб-хирургов[2][4];
- лейб-акушеров[4][5];
- лейб-отиатров[4];
- лейб-педиатров[4];
- лейб-окулистов[4][6];
- и других.

Каждый из них состоял врачом или консультантом (врач, участвующий в консилиуме) у одной из особ царствующего дома. Также в России были почётный лейб-медик и почётный гоф-медик.

## История
История европейских государств и стран знает немало случаев, когда неограниченное доверие, оказываемое монархами придворным лекарям, позволяло им вмешиваться в политические дела. В России таким примером может служить И. Г. Лесток, получивший в 1743 году титул графа. Датский медик Струэнзе не только вступил в непозволительную связь с королевой, но и, как считается, «помог» ей зачать принцессу Луизу.
Первыми придворными медиками в Русском государстве были приезжие иноземцы Эренштейн, Булев и Бомелий. В Российской империи лейб-медики входили в систему придворных чинов императорского двора и носили на погонах вензелевое изображение царствующего императора. Гоф-медиками (гофме́дик м. придворный врач, для служащих при дворе, дворце) именовались врачи, служившие в придворном ведомстве и обязанные оказывать помощь придворным чинам и служителям.
В табели о рангах, учреждённой Петром I в 1722 году, чин первого лейб-медика соответствовал 6-му классу, лейб-медика императрицы — 7-му классу, гоф-медика (именуемого в табели надворным лекарем) — 12-му классу.
В дальнейшем статус лейб-медиков повысился. Согласно решению императора Петра III по докладу архиятра, первого лейб-медика, тайного советника Якова Монсия, чины и оклады лейб-медиков подлежали персональному определению императорскими указами, а чин гоф-медика приравнивался к полковнику и коллежскому советнику (6-й класс табели о рангах).